# جانيت سوبيل
كانت جانيت سوبيل (1893-1968) فكرة تعبيرية تجديدية وهي أوكرانية أمريكية بدأت حياته المهنية في منتصف العمر، في سن 45. حتى مع وجود مهنة فنية قصيرة موجزة، سوبيل هي أول فنانة تستخدم تقنية الطلاء بالتنقيط التي أثرت بشكل مباشر على جاكسون بولوك.

## النشأة
ولدت جانيت سوبيل كجيني أوليتشوفسكي في عام 1893 في أوكرانيا. قُتل والدها، باروخ أوليتشوفسكي ، في مذبحة روسية. انتقلت سوبيل مع والدتها، فاني كينشوك، وأشقائها إلى جزيرة إيليس في مدينة نيويورك في عام 1908. في سن السابعة عشر، تزوجت من ماكس سوبيل وكانت أم لأربعة أطفال عندما بدأت الرسم في عام 1937. وأصبحت سوبل ربة منزل معروفة بفنها في الضواحي التي ألهمت الحوار النسوي حول الأدوار المحلية للنساء. أنتجت كلا التجريدات غير الموضوعية والأعمال الفنية التصويرية. عند التعرف على موهبة سوبل، ساعد ابنها تطورها الفني وشاركها في العمل مع المغاربة السرياليين، ماكس إرنست، أندريه بريتون، بالإضافة إلى جون ديوي وسيدني جانيس.

## المهنة
ترتبط بعض أعمالها بما يسمى ب «لوحات التنقيط» اللافتة للنظر لجاكسون بولوك. شملت بيغي غوغنهايم عمل سوبل في معرضها الخاص بفن هذا القرن في عام 1945. وقد استشهد الناقد كليمنت جرينبيرج، مع جاكسون بولوك، بعمل سوبل هناك في عام 1946،  وفي مقالته «اللوحة من النوع الأمريكي» استشهد بهذه الأعمال كنقطة أولى من اللوحة الشاملة التي شاهدها تطور فنها من شخصيات معروفة إلى أسلوب أكثر تجريدًا من الطلاء المتساقط.
بالعودة إلى بولوك: قد يرى المرء كيف أن، في افتراضه الضمني لموقف المرأة - الصامت والمنحرف عن المركز، الشخص الذي يتدفق بشكل لا يمكن السيطرة عليه، الشخص الذي يرسم الفراغ واللاواعي - بقي على مستوى ما، رجل باستخدام سلطته الذكورية لتخصيص مساحة نسائية. في الواقع، حاولت إحدى النساء التعبير عن تلك المساحة قبل أن يفعل بولوك، بطريقة مماثلة - وليس كراسنر ولكن جانيت سوبيل، التي صنعت تركيبات شاملة مضغوطة أثرت بشكل لا لبس فيه على بولوك. يتذكر غرينبرغ، بولوك (وأنا نفسي) أعجبت بصور سوبل بشكل خفي «في معرض فن هذا القرن في عام 1944 ؛» الأثر - وكان أول «كل شيء» فعلاً رأيته... كان من دواعي سرور غريب. في وقت لاحق، اعترف بولوك أن هذه الصور قد تركت انطباعًا عليه. عندما يتم ذكر سوبيل على الإطلاق في حسابات تطور بولوك، فإنه يتم وصفها عمومًا ومصداقيتها باعتبارها «ربة منزل» أو هواة، وهي خدعة تحافظ على مكانة بولوك باعتبارها السلف الفريد، كل من أم وأب فنانون، تظهر ليس فقط مع السائل المنوي ولكن مع السائل الأمنيوسي.
أدى إيمانها بأخلاقيات تحقيق الذات في الديمقراطية إلى لقاءها بالفيلسوف جون ديوي. أيّد ديوي سوبيل عن طريق الكتابة عنها في بيان كتالوج في معرض بوما في نيويورك في عام 1944. في هذا الكتالوج يقول:
«عملها خال تماما من الابتكار والوعي الذاتي والتظاهر. يمكن للمرء أن يعتقد أنه إلى درجة غير عادية أشكالها وألوانها بشكل جيد من العقل الباطن الذي يتم تخزينه بكثافة مع الانطباعات الحساسة الواردة مباشرة من الاتصال مع الطبيعة، والانطباعات التي لها تم إعادة تنظيمها في الأرقام التي يتزوج فيها اللون والشكل بسعادة»

## الأعمال البارزة
تظهر أعمال سوبل الأولية ميلًا لصيغة بدائية تذكرنا بشاغال في وقت مبكر وتخدم في وقت مبكر للدوبت. تعتبر الزخارف الزهرية الوفيرة من فن الفلاحين الأوكراني. [بحاجة لمصدر]
بالإضافة إلى ذلك، فإن الحاجة إلى استغلال وسائل الإعلام من جميع الأنواع واضحة جدا (بما في ذلك الرمل). إذا لم تكن لوحات قطراتها زاهية بما فيه الكفاية، فقد اختارت تلوينها بالحبر لتعويضها.
المساعدة في ابتكار التجريدية التعبيرية لم تختم عملها الخيالي. كان هدفها الرئيسي هو الشدة البصرية، التي حققتها مع انتظام مدهش.
درب التبانة، التي تم إنشاؤها في عام 1945، يتم عرضها حاليا في متحف الفن الحديث.

## وصلات خارجية
- Grandmother of Drip Painting
- Janet Sobel on artnet
- Hollis Taggart Galleries
- Gary Snyder/Project Space on Janet Sobel
- Will the Real Janet Sobel Please Stand Up? (PDF by Libby Seaberg available for download
- ART IN REVIEW By Roberta Smith The New York Times — PDF available for download)
- Mother of Invention (blog)
- Significant Careers of Determined Artists: Janet Sobel; Crystal Bridges Museum of American Art
- Images of paintings (Pinterest compilation)